# Molson Indy Montréal 2004
Molson Indy Montréal 2004 var den tionde deltävlingen i Champ Car 2004. Racet kördes den 29 augusti på Circuit Gilles Villeneuve i Montréal, Kanada. Bruno Junqueira räddade sig kvar i mästerskapskampen, efter en mycket viktig seger. Mästerskapsledande Sébastien Bourdais var mycket irriterad, efter att ha blivit påkörd under tävlingens gång. Patrick Carpentier blev tvåa före Mario Domínguez, medan Paul Tracys mikroskopiska chanser att försvara sin titel från 2003 förbättrades tack vare sin fjärdeplats i kombination med att Bourdais bröt.

## Slutresultat
| Plats | Förare              | Team                | Grid | Kvaltid  |
| ----- | ------------------- | ------------------- | ---- | -------- |
| 1     | Bruno Junqueira     | Newman/Haas Racing  | 4    | 1.20,458 |
| 2     | Patrick Carpentier  | Forsythe Racing     | 6    | 1.20,836 |
| 3     | Mario Domínguez     | Herdez Competition  | 3    | 1.20,316 |
| 4     | Paul Tracy          | Forsythe Racing     | 5    | 1.20,803 |
| 5     | A.J. Allmendinger   | RuSPORT             | 2    | 1.20,272 |
| 6     | Michel Jourdain Jr. | RuSPORT             | 12   | 1.21,291 |
| 7     | Alex Tagliani       | Rocketsports Racing | 7    | 1.20,889 |
| 8     | Jimmy Vasser        | PKV Racing          | 11   | 1.21,183 |
| 9     | Oriol Servià        | Dale Coyne Racing   | 10   | 1.21,172 |
| 10    | Rodolfo Lavín       | Forsythe Racing     | 14   | 1.21,622 |
| 11    | Roberto González    | PKV Racing          | 15   | 1.22,012 |
| 12    | Gastón Mazzacane    | Dale Coyne Racing   | 18   | 1.23,963 |
| 13    | Mario Haberfeld     | Walker Racing       | 17   | 1.22,508 |
| 14    | Justin Wilson       | Conquest Racing     | 8    | 1.21,088 |
| 15    | Sébastien Bourdais  | Newman/Haas Racing  | 1    | 1.19,897 |
| 16    | Guy Smith           | Rocketsports Racing | 16   | 1.22,093 |
| 17    | Nelson Philippe     | Conquest Racing     | 13   | 1.21,496 |
| 18    | Ryan Hunter-Reay    | Herdez Competition  | 9    | 1.21,129 |